# Yajia (köpinghuvudort i Kina, Guizhou Sheng, lat 28,45, long 109,18)
Yajia (kinesiska: 迓驾, 迓驾镇) är en köpinghuvudort i Kina. Den ligger i provinsen Guizhou, i den sydvästra delen av landet, omkring 320 kilometer nordost om provinshuvudstaden Guiyang. Antalet invånare är 16 072. Befolkningen består av 7 930 kvinnor och 8 142 män. Barn under 15 år utgör 29,0 %, vuxna 15-64 år 59 %, och äldre över 65 år 10,0 %.